# Diocese de Catamarca
A Diocese de Catamarca (em latim: Dioecesis Catamarcensis) é uma diocese localizada na cidade de San Fernando del Valle de Catamarca, pertencente a Arquidiocese de Salta na Argentina. Foi fundada em 21 de janeiro de 1910 pelo Papa Pio X. Com uma população católica de 326.370 habitantes, sendo 93,9% da população total, possui 31 paróquias com dados de 2017.

## História
A Diocese Catamarca foi criada em 21 de janeiro de 1910 pela cisão da então Diocese de Tucumán, essa elevada a condição de arquidiocese em 11 de fevereiro de 1957. Em 8 de setembro de 1969 juntamente com a Arquidiocese de Salta, perdem territórios para a criação da Prelazia de Cafayate.

## Lista de bispos
A seguir uma lista de bispos desde a criação da diocese.
|                 | Nome                              | Período    | Notas                       |
| Bispos          | Bispos                            | Bispos     | Bispos                      |
| --------------- | --------------------------------- | ---------- | --------------------------- |
| 8º              | Luis Urbanč                       | 2007-atual |                             |
| 7º              | Elmer Osmar Ramón Miani           | 1989-2007  |                             |
| 6º              | Alfonso Pedro Torres Farías, O.P. | 1962-1988  |                             |
| 5º              | Adolfo Servando Tortolo           | 1960-1962  | Nomeado Arcebispo de Paraná |
| 4º              | Carlos Francisco Hanlon, C.P.     | 1934-1959  |                             |
| 3º              | Vicente Peira                     | 1932-1934  |                             |
| 2º              | Inocência Dávila e Matos          | 1927-1930  |                             |
| 1º              | Barnabé Piedrabuena               | 1910-1923  | Nomeado Bispo de Tucumán    |
| Bispo-coadjutor |                                   |            |                             |
|                 | Luis Urbanč                       | 2006-2007  |                             |